# Rumptjärnen, Dalarna
Rumptjärnen är en sjö i Ludvika kommun i Dalarna och ingår i Dalälvens huvudavrinningsområde.